# Mauricio Cuero
Mauricio Andrés Cuero Castillo (ur. 28 stycznia 1993 w Tumaco) – kolumbijski piłkarz występujący na pozycji pomocnika w Levante UD.